# Campeonato Europeo de Natación en Piscina Corta de 2003
El VII Campeonato Europeo de Natación en Piscina Corta se celebró en Dublín (Irlanda) entre el 11 y el 14 de diciembre de 2003. Fue organizado por la Liga Europea de Natación (LEN) y la Federación Irlandesa de Natación. 
Las competiciones se realizaron en el Centro Acuático Nacional de Dublín.

## Resultados

### Masculino
| Evento                   | Oro                                                                                              | Plata                                                                                         | Bronce                                                                                     |
| ------------------------ | ------------------------------------------------------------------------------------------------ | --------------------------------------------------------------------------------------------- | ------------------------------------------------------------------------------------------ |
| 50 m libre (11.12)       | Mark Foster Reino Unido 21,42 s                                                                  | Milorad Čavić Serbia y Montenegro 21,49 s                                                     | Bartosz Kizierowski · Polonia · 21,54 s                                                    |
| 100 m libre (13.12)      | Pieter van den Hoogenband · Países Bajos · 46,81                                                 | Filippo Magnini · Italia · 47,32                                                              | Christian Galenda · Italia · 47,77                                                         |
| 200 m libre (14.12)      | Pieter van den Hoogenband · Países Bajos · 1:41,89                                               | Květoslav Svoboda · República Checa · 1:44,56                                                 | Saulius Binevičius · Lituania · 1:45,09                                                    |
| 400 m libre (11.12)      | Yuri Prilukov · Rusia · Massimiliano Rosolino · Italia · 3:40,19                                 | —                                                                                             | Květoslav Svoboda · República Checa · 3:42,34                                              |
| 1500 m libre (13.12)     | Yuri Prilukov · Rusia · 14:31,82                                                                 | Graeme Smith Reino Unido 14:42,64                                                             | Massimiliano Rosolino · Italia · 14:47,34                                                  |
| 50 m espalda (12.12)     | Thomas Rupprath · Alemania · 23,71                                                               | Viacheslav Shyrshov · Ucrania · 24,16                                                         | Toni Helbig · Alemania · 24,19                                                             |
| 100 m espalda (14.12)    | Thomas Rupprath · Alemania · 50,72                                                               | Örn Arnarson Islandia 51,74                                                                   | Steffen Driesen · Alemania · 51,92                                                         |
| 200 m espalda (11.12)    | Blaž Medvešek Eslovenia 1:52,60                                                                  | Steffen Driesen · Alemania · 1:53,07                                                          | Markus Rogan · Austria · 1:53,08                                                           |
| 50 m braza (13.12)       | Oleg Lisogor · Ucrania · 26,89                                                                   | Remo Lütolf · Suiza · 27,02                                                                   | Mark Warnecke · Alemania · 27,03                                                           |
| 100 m braza (12.12)      | James Gibson Reino Unido 58,03                                                                   | Oleg Lisogor · Ucrania · 58,42                                                                | Darren Mew Reino Unido 58,78                                                               |
| 200 m braza (14.12)      | Ian Edmond Reino Unido 2:05,63                                                                   | Andrew Bree Irlanda 2:08,02                                                                   | Thijs van Valkengoed · Países Bajos · 2:08,30                                              |
| 50 m mariposa (14.12)    | Mark Foster Reino Unido 23,22                                                                    | Aleksej Puninski · Croacia · 23,40                                                            | Andri Serdinov · Ucrania · 23,44                                                           |
| 100 m mariposa (12.12)   | Milorad Čavić Serbia y Montenegro 50,02                                                          | Thomas Rupprath · Alemania · 50,43                                                            | Andri Serdinov · Ucrania · 50,88                                                           |
| 200 m mariposa (13.12)   | Franck Esposito Francia 1:51,98                                                                  | Stephen Parry Reino Unido 1:53,01                                                             | Paweł Korzeniowski · Polonia · 1:53,68                                                     |
| 100 m estilos (14.12)    | Peter Mankoč · Eslovenia · Jani Sievinen · Finlandia · 53,35                                     | —                                                                                             | Marco di Carli · Alemania · 54,06                                                          |
| 200 m estilos (11.12)    | Jani Sievinen · Finlandia · 1:55,40                                                              | Massimiliano Rosolino · Italia · 1:56,70                                                      | Peter Mankoč Eslovenia 1:57,03                                                             |
| 400 m estilos (12.12)    | László Cseh · Hungría · 4:04,10                                                                  | Robin Francis Reino Unido 4:05,20                                                             | Massimiliano Rosolino · Italia · 4:06,59                                                   |
| 4 × 50 m libre (14.12)   | Países Bajos · Mark Veens · Johan Kenkhuis · Gijs Damen · Pieter van den Hoogenband · 1:25,55 RM | Alemania · Carsten Dehmlow · Benjamin Friedrich · Fabian Friedrich · Jens Schreiber · 1:26,26 | Ucrania · Viacheslav Shyrshov · Yuri Yehoshin · Oleg Lisogor · Olexandr Volynets · 1:26,30 |
| 4 × 50 m estilos (11.12) | Alemania · Thomas Rupprath · Mark Warnecke · Fabian Friedrich · Carsten Dehmlow · 1:34,46 RM     | Suecia · Jens Petersson · Martin Gustavsson · Björn Lundin · Stefan Nystrand · 1:36,28        | Suiza · Flori Lang · Remo Lütolf · Lorenz Liechti · Karel Novy · 1:36,55                   |

- RM – Récord mundial.

### Femenino
| Evento                   | Oro                                                                                                 | Plata                                                                                            | Bronce                                                                                           |
| ------------------------ | --------------------------------------------------------------------------------------------------- | ------------------------------------------------------------------------------------------------ | ------------------------------------------------------------------------------------------------ |
| 50 m libre (14.12)       | Marleen Veldhuis · Países Bajos · 24,39 s                                                           | Alison Sheppard Reino Unido 24,44 s                                                              | Malia Metella Francia 24,58 s                                                                    |
| 100 m libre (12.12)      | Malia Metella Francia 53,15                                                                         | Marleen Veldhuis · Países Bajos · 53,42                                                          | Hanna-Maria Seppälä · Finlandia · 53,46                                                          |
| 200 m libre (14.12)      | Melanie Marshall Reino Unido 1:55,10                                                                | Josefin Lillhage · Suecia · 1:55,57                                                              | Alena Popchanka · Bielorrusia · 1:55,66                                                          |
| 400 m libre (13.12)      | Joanne Jackson Reino Unido 4:04,00                                                                  | Rebecca Cooke Reino Unido 4:04,80                                                                | Melissa Caballero · España · Reguina Sych · Rusia · 4:05,00                                      |
| 800 m libre (12.12)      | Erika Villaécija García · España · 8:16,65                                                          | Rebecca Cooke Reino Unido 8:22,05                                                                | Éva Risztov · Hungría · 8:23,94                                                                  |
| 50 m espalda (13.12)     | Ilona Hlaváčková · República Checa · 27,48                                                          | Antje Buschschulte · Alemania · 27,54                                                            | Louise Ørnstedt Dinamarca 27,56                                                                  |
| 100 m espalda (12.12)    | Antje Buschschulte · Alemania · 58,40                                                               | Ilona Hlaváčková · República Checa · 58,72                                                       | Laure Manaudou Francia 58,99                                                                     |
| 200 m espalda (14.12)    | Antje Buschschulte · Alemania · 2:04,23                                                             | Stanislava Komarova · Rusia · 2:05,42                                                            | Iryna Amshennikova · Ucrania · 2:06,51                                                           |
| 50 m braza (11.12)       | Sarah Poewe · Alemania · 30,40                                                                      | Emma Igelström · Suecia · 30,59                                                                  | Yelena Bogomazova · Rusia · 30,99                                                                |
| 100 m braza (14.12)      | Sarah Poewe · Alemania · 1:06,31                                                                    | Yelena Bogomazova · Rusia · 1:06,63                                                              | Mirna Jukić · Austria · 1:06,68                                                                  |
| 200 m braza (12.12)      | Mirna Jukić · Austria · 2:21,09                                                                     | Anne Poleska · Alemania · 2:21,93                                                                | Simone Weiler · Alemania · 2:22,64                                                               |
| 50 m mariposa (12.12)    | Anna-Karin Kammerling · Suecia · 25,91                                                              | Martina Moravcová · Eslovaquia · 26,25                                                           | Fabienne Nadarajah · Austria · 26,44                                                             |
| 100 m mariposa (14.12)   | Martina Moravcová · Eslovaquia · 57,25                                                              | Johanna Sjöberg · Suecia · 58,23                                                                 | Alena Popchanka · Bielorrusia · 58,26                                                            |
| 200 m mariposa (11.12)   | Éva Risztov · Hungría · 2:06,72                                                                     | Francesca Segat · Italia · 2:07,12                                                               | Mette Jacobsen Dinamarca 2:07,55                                                                 |
| 100 m estilos (13.12)    | Alison Sheppard Reino Unido 1:01,19                                                                 | Alenka Kejžar Eslovenia 1:01,29                                                                  | Hanna Shcherba · Bielorrusia · 1:01,40                                                           |
| 200 m estilos (11.12)    | Alenka Kejžar Eslovenia 2:09,32                                                                     | Hanna Shcherba · Bielorrusia · 2:11,00                                                           | Teresa Rohmann · Alemania · 2:11,44                                                              |
| 400 m estilos (14.12)    | Éva Risztov · Hungría · 4:33,57                                                                     | Yana Tolkachova · Rusia · 4:35,28                                                                | Teresa Rohmann · Alemania · 4:35,47                                                              |
| 4 × 50 m libre (12.12)   | Países Bajos · Hinkelien Schreuder · Annabel Kosten · Chantal Groot · Marleen Veldhuis · 1:37,52 RM | Suecia · Claire Hedenskog · Anna-Karin Kammerling · Johanna Sjöberg · Josefin Lillhage · 1:37,68 | Alemania · Katrin Meißner · Sandra Völker · Petra Dallmann · Britta Steffen · 1:38,68            |
| 4 × 50 m estilos (13.12) | Suecia · Emelie Kierkegaard · Emma Igelström · Johanna Sjöberg · Josefin Lillhage · 1:48,79         | Alemania · Antje Buschschulte · Sarah Poewe · Janine Pietsch · Sandra Völker · 1:48,85           | Países Bajos · Hinkelien Schreuder · Moniek Nijhuis · Chantal Groot · Marleen Veldhuis · 1:49,10 |

- RM – Récord mundial.

## Medallero
| Núm. | País                | Oro | Plata | Bronce | Total |
| ---- | ------------------- | --- | ----- | ------ | ----- |
| 1    | Reino Unido         | 7   | 6     | 1      | 14    |
| 2    | Alemania            | 7   | 5     | 9      | 21    |
| 3    | Países Bajos        | 5   | 2     | 1      | 8     |
| 4    | Eslovenia           | 3   | 1     | 1      | 5     |
| 5    | Hungría             | 3   | 0     | 1      | 4     |
| 6    | Suecia              | 2   | 5     | 0      | 7     |
| 7    | Rusia               | 2   | 3     | 2      | 7     |
| 8    | Francia             | 2   | 0     | 2      | 4     |
| 9    | Finlandia           | 2   | 0     | 1      | 3     |
| 10   | Italia              | 1   | 3     | 3      | 7     |
| 11   | Ucrania             | 1   | 2     | 4      | 7     |
| 12   | República Checa     | 1   | 2     | 1      | 4     |
| 13   | Eslovaquia          | 1   | 1     | 0      | 2     |
| 13   | Serbia y Montenegro | 1   | 1     | 0      | 2     |
| 15   | Austria             | 1   | 0     | 3      | 4     |
| 16   | España              | 1   | 0     | 1      | 2     |
| 17   | Bielorrusia         | 0   | 1     | 3      | 4     |
| 18   | Suiza               | 0   | 1     | 1      | 2     |
| 19   | Croacia             | 0   | 1     | 0      | 1     |
| 19   | Irlanda             | 0   | 1     | 0      | 1     |
| 19   | Islandia            | 0   | 1     | 0      | 1     |
| 22   | Dinamarca           | 0   | 0     | 2      | 2     |
| 22   | Polonia             | 0   | 0     | 2      | 2     |
| 20   | Lituania            | 0   | 0     | 1      | 1     |
|      | TOTAL               | 40  | 36    | 39     | 115   |